# Melinohippus taylori
Melinohippus taylori är en insektsart som först beskrevs av Boris Petrovich Uvarov 1941.  Melinohippus taylori ingår i släktet Melinohippus och familjen gräshoppor. Inga underarter finns listade i Catalogue of Life.